# Great
Great é um filme de animação em curta-metragem britânico de 1975 dirigido e escrito por Bob Godfrey. Venceu o Oscar de melhor curta-metragem de animação na edição de 1976.

## Elenco
- Richard Briers
- Harry Fowler
- Angus Lennie
- Barbara Moore
- Peter Hawkins
- Cyril Shaps